# Henryk Sucharski
Henryk Sucharski (Gręboszów, Oostenrijk-Hongarije, 12 november 1898 - Napels, 30 augustus 1946) was een Pools militair tijdens de Tweede Wereldoorlog. Sucharski was de hoogste Poolse bevelhebber tijdens de Slag om Westerplatte.

## Militaire loopbaan
|  | Szeregowy, Oostenrijks-Hongaars leger: 13 februari 1917 |
|  | kaprala, Poolse strijdkrachten: juni 1919               |
|  | Podchorążego, Poolse strijdkrachten: september 1919     |
|  | Podporucznika, Poolse strijdkrachten: 14 januari 1920   |
|  | Porucznika, Poolse strijdkrachten: 30 augustus 1920     |
|  | Kapitana, Poolse strijdkrachten: 19 maart 1928          |
|  | Major, Poolse strijdkrachten: 19 maart 1938             |
|  | Podpułkownik, Poolse strijdkrachten:                    |
|  | Pułkownik, Poolse strijdkrachten:                       |
|  | Generała Brygady, Poolse strijdkrachten: (postuum)      |

## Decoraties
- Krzyż Komandorski Order Virtuti Militari (postuum)
- Medal Srebrny Order Virtuti Militari in 1922
- Złoty Krzyż Zasługi (twee maal ontvangen)
- Krzyż Walecznych
- Medal Pamiątkowy za Wojnę 1918-1921
- Medal Dziesięciolecia Odzyskanej Niepodległości